# Teatret Svalegangen
Teatret Svalegangen er et teater der ligger i Rosenkrantzgade i Aarhus, der har fundet en plads mellem Aarhus Teater og de små eksperienterende teatergrupper. I det nye årtusinde har Svalegangen udviklet sig til at være landets fjerde største teater udenfor hovedstaden, kun overgået af landsdelsscenerne i Aarhus, Aalborg og Odense.

## Historie
En teaterinteresseret boghandler, Finn Bøckmann, startede i 1963 Svalegangen i en gammel lagerbygning i Vestergade sammen med de unge skuespillere Preben Harris, Gyrd Løfqvist og John Hahn-Petersen. Fra starten var der tale om et interimistisk teater med kun plads til omkring 50 tilskuere, og forestillingerne skulle indpasses efter forestillingerne på det etablerede Aarhus Teater, hvor Teatret Svalegangens skuespillere havde deres primære engagement.
De entusiastiske unge skuespillere var interesserede i at skabe et anderledes teatertilbud og en uformel stemning, men man satsede ikke på et uforståeligt eller specielt intellektuelt repertoire, og disse valg viste der sig at være interesse for. Bøckmann havde endvidere en ide om at skabe et bredere favnende kulturhus, og der blev derfor udstillet kunst i teaterets lokaler. Ideen om et bredere kulturhus er videreført i den nuværende teatercafé.
Skuespillerne ønskede at fremme ny dansk dramatik, og der blev i første sæson anvendt tekster af blandt andet Klaus Rifbjerg, Benny Andersen og den lokale Svend Åge Madsen. Endvidere måtte skuespillerne også tage en tørn med i teaterets øvrige funktioner, og det gav en team-ånd, som teateret har været kendt for gennem alle årene.
I 1966 måtte man flytte, idet lagerbygningen skulle rives ned. Den nye adresse blev i Rosensgade, hvor der også var den fordel, at der var større lokaler til rådighed. Og da Teatret Svalegangen allerede var ret populær, gav det nye muligheder for at boltre sig.
I 1970'erne fungerede Teatret Svalegangen som et kollektiv, idet alle beslutningerne blev taget i fællesskab, og alle fik samme løn. Der var nu et fast ensemble, hvor de ansatte havde deres primære beskæftigelse på Svalegangen, men samtidig havde job ved siden (radio, tv), hvorfra indtjeningen gik i teaterets fælleskasse.
De mange aktiviteter gjorde det nødvendigt med gæsteforestillinger rundt omkring i byen, idet også lokalerne i Rosensgade blev for små, og i 1982 lykkedes det for teateret at få mulighed for at flytte ind i den gamle Kasinobygning, tegnet af Sophus Frederik Kühnel, i Rosenkrantzgade, hvor Svalegangen stadig har hjemme.
Teateret modtog i 1983 Danske Dramatikeres Hæderspris.
Teateret havde i starten af 1990'erne en vanskelig periode, blandt andet på grund af den flade ledelsesstruktur, og der blev lavet en omfattende omstrukturering. Efter dette har Teatret Svalegangen genvundet sin plads i Aarhus' teatermiljø mellem flagskibet Aarhus Teater og de helt små og eksperimenterende teatergrupper, der nu findes.
Repertoiret består primært af nyere dansk og udenlandsk dramatik, og man har i flere år i udpræget grad co-produceret med andre teatre, bl.a. Teatret, Jomfru Ane Teatret, Teater Grob, Odsherred Teater og Von Baden.

## Ledere af teateret
Selv om Svalegangen i en længere periode har haft kollektiv beslutning, har der hele tiden været ledere. Det drejer sig blandt andet om:
- 1970-1975: Waage Sandø
- 1976: Hans Rosenquist
- 1976-1987: Palle Jul Jørgensen
- 1987-1990: Lasse Dehle
- 1990-1995: Lis Vibeke Kristensen
- 1995-2010: Niels Andersen
- 2010- : Per Smedegaard

## Scener
- Store Sal med plads til ca. 190 siddende gæster.
- Ny Sal med plads til ca. 130 siddende gæster.
- Off The Record med plads til 65 siddende og 150 stående gæster.